# Aeroportul Mitchell
Aeroportul Mitchell (IATA: MTQ, ICAO: YMIT) este un aeroport din Queensland, Australia.
Situat la o altitudine de 346 m, aeroportul dispune de o singură pistă.